# Scalmicauda lycaon
Scalmicauda lycaon är en fjärilsart som beskrevs av Sergius G. Kiriakoff 1968. Scalmicauda lycaon ingår i släktet Scalmicauda och familjen tandspinnare. Inga underarter finns listade.